# Bārūzh
Bārūzh (persiska: باروژ) är en ort i Iran.   Den ligger i provinsen Västazarbaijan, i den nordvästra delen av landet, 600 km väster om huvudstaden Teheran. Bārūzh ligger 1 384 meter över havet och antalet invånare är 148.
Terrängen runt Bārūzh är huvudsakligen kuperad, men norrut är den platt. Runt Bārūzh är det ganska tätbefolkat, med 116 invånare per kvadratkilometer. Närmaste större samhälle är Qāsemlū, 1,7 km nordost om Bārūzh. Trakten runt Bārūzh består i huvudsak av gräsmarker.